# Bryaspis psittacorhyncha
Bryaspis psittacorhyncha là một loài thực vật có hoa trong họ Đậu. Loài này được (Webb) Govaerts miêu tả khoa học đầu tiên năm 1996.